# Islandia na Zimowych Igrzyskach Olimpijskich 1952
Islandię na Zimowych Igrzyskach Olimpijskich 1952 w norweskim Oslo reprezentowało jedenastu zawodników, którzy wystartowali w trzech dyscyplinach.
Był to drugi start Islandii na zimowych igrzyskach olimpijskich.

## Wyniki

### Biegi narciarskie

#### Mężczyźni
| Zawodnik                                                               | Konkurencja      | Czas    | Pozycja | Źródło |
| ---------------------------------------------------------------------- | ---------------- | ------- | ------- | ------ |
| Gunnar Pétursson                                                       | Bieg na 18 km    | 1:10:30 | 32.     | [ 1 ]  |
| Ebeneser Þórarinsson                                                   | Bieg na 18 km    | 1:11:10 | 40.     | [ 1 ]  |
| Jón Kristjánsson                                                       | Bieg na 18 km    | 1:12:05 | 45.     | [ 1 ]  |
| Oddur Pétursson                                                        | Bieg na 18 km    | 1:13:35 | 55.     | [ 1 ]  |
| Ivar Stefánsson                                                        | Bieg na 50 km    | 4:39:50 | 29.     | [ 2 ]  |
| Jón Kristjánsson                                                       | Bieg na 50 km    | 4:41:32 | 30.     | [ 2 ]  |
| Matthías Kristjánsson                                                  | Bieg na 50 km    | 4:48:47 | 33.     | [ 2 ]  |
| Jón Kristjánsson Gunnar Pétursson Ivar Stefánsson Ebeneser Þórarinsson | Sztafeta 4x10 km | 2:40:09 | 11.     | [ 3 ]  |

### Narciarstwo alpejskie

#### Mężczyźni
| Zawodnik            | Konkurencja   | 1. przejazd | 1. przejazd | 2. przejazd | 2. przejazd | Czas końcowy     | Pozycja          | Źródło |
| Zawodnik            | Konkurencja   | Czas        | Pozycja     | Czas        | Pozycja     | Czas końcowy     | Pozycja          | Źródło |
| ------------------- | ------------- | ----------- | ----------- | ----------- | ----------- | ---------------- | ---------------- | ------ |
| Haukur Sigurðsson   | Zjazd         | 3:06.0      | 49.         | Nie dotyczy | Nie dotyczy | 3:06.0           | 49.              | [ 4 ]  |
| Stefán Kristjánsson | Zjazd         | 3:06.1      | 50.         | Nie dotyczy | Nie dotyczy | 3:06.1           | 50.              | [ 4 ]  |
| Ásgeir Eyjólfsson   | Zjazd         | 3:08.3      | 52.         | Nie dotyczy | Nie dotyczy | 3:08.3           | 52.              | [ 4 ]  |
| Jón Karl Sigurðsson | Zjazd         | 3:10.1      | 54.         | Nie dotyczy | Nie dotyczy | 3:10.1           | 54.              | [ 4 ]  |
| Haukur Sigurðsson   | Slalom gigant | 2:57.0      | 51.         | Nie dotyczy | Nie dotyczy | 2:57.0           | 51.              | [ 5 ]  |
| Jón Karl Sigurðsson | Slalom gigant | 3:01.5      | 57.         | Nie dotyczy | Nie dotyczy | 3:01.5           | 57.              | [ 5 ]  |
| Ásgeir Eyjólfsson   | Slalom gigant | 3:06.4      | 63.         | Nie dotyczy | Nie dotyczy | 3:06.4           | 63.              | [ 5 ]  |
| Stefán Kristjánsson | Slalom gigant | 3:12.5      | 68.         | Nie dotyczy | Nie dotyczy | 3:12.5           | 68.              | [ 5 ]  |
| Ásgeir Eyjólfsson   | Slalom        | 1:06.4      | 30. Q       | 1:09.7      | 27.         | 2:16.1           | 27.              | [ 6 ]  |
| Jón Karl Sigurðsson | Slalom        | 1:09.3      | 40          | NQ          | NQ          | Nieklasyfikowany | Nieklasyfikowany | [ 6 ]  |
| Stefán Kristjánsson | Slalom        | 1:10.2      | 46.         | NQ          | NQ          | Nieklasyfikowany | Nieklasyfikowany | [ 6 ]  |
| Haukur Sigurðsson   | Slalom        | DNF         | DNF         | NQ          | NQ          | Nieklasyfikowany | Nieklasyfikowany | [ 6 ]  |

### Skoki narciarskie

#### Mężczyźni
| Zawodnik        | Konkurencja                | 1. seria | 1. seria | 1. seria | 2. seria | 2. seria | Suma punktów | Pozycja | Źródło |
| Zawodnik        | Konkurencja                | Wynik    | Punkty   | Pozycja  | Wynik    | Punkty   | Suma punktów | Pozycja | Źródło |
| --------------- | -------------------------- | -------- | -------- | -------- | -------- | -------- | ------------ | ------- | ------ |
| Ari Guðmundsson | Skocznia normalna indywid. | 60 m     | 89 pkt   | 38.      | 59 m     | 94 pkt   | 183 pkt      | 35.     | [ 7 ]  |